# 德賴登 (紐約州)
德賴登（英語：Dryden）是一個位於美國紐約州湯普金斯縣的鎮。

## 人口
根據2020年美國人口普查的數據，德賴登的面積為244.31平方千米，當中陸地面積為242.53平方千米，而水域面積為1.78平方千米。當地共有人口14029人，而人口密度為每平方千米57人。